# Fritz Bockius
Fritz Bockius, né le 11 mai 1882 à Bubenheim et mort le 5 mars 1945 au camp de concentration de Mauthausen,, est un homme politique allemand.

## Biographie
Il est le cinquième de sept enfants d'une famille de petits artisans catholiques d'ascendance néerlandaise. Il étudie la théologie catholique au Séminaire de Mayence, puis le droit à l'université Justus-Liebig de Gießen, et devient avocat à Mayence.
Engagé au Parti du centre (Zentrum, parti politique chrétien-démocrate catholique), il est élu en 1919 au conseil de l'arrondissement de Mayence. En 1920, il devient président du parti en Hesse. Aux élections législatives allemandes de mai 1924, il est élu au Reichstag comme député de la circonscription Hesse-Darmstadt,. Deux de ses priorités en tant que parlementaire sont de s'opposer à l'occupation française de la Rhénanie et de s'opposer à la facilitation du divorce voulue par les sociaux-démocrates.
Bien que méfiant envers les nazis, après les élections de 1931 au Landtag de Hesse (parlement de Hesse), il est chargé par le chancelier fédéral Heinrich Brüning (membre du Zentrum) de mener des discussions avec les nazis en vue d'un accord de coalition entre les deux partis pour gouverner cet État. Il entreprend des discussions avec le nazi Werner Best, qui a été autrefois apprenti dans son cabinet d'avocats. Les négociations prennent rapidement fin en raison de la révélation des « documents de Boxheim », les plans secrets des nazis pour mener un coup d'État et prendre le pouvoir en Allemagne. Dès lors, Bockius recommande au Zentrum de concentrer ses attaques politiques contre les nazis.
Fritz Bockius est réélu au Reichstag en décembre 1924, en 1928, en 1930, en juillet 1932, en novembre 1932 et en mars 1933. À l'issue de ces dernières élections, le chancelier nazi Adolf Hitler demande l'octroi des pleins pouvoirs, et a besoin pour cela du soutien du Zentrum. Les députés centristes organisent un vote interne, au cours duquel Fritz Bockius est l'un des rares membres à voter contre. Il se plie toutefois à la décision du parti et, le 23 mars au Reichstag, il vote l'adoption de la loi donnant les pleins pouvoirs à Hitler. Le 5 juillet, le gouvernement nazi ordonne la dissolution du Zentrum.
Bockius est brièvement emprisonné fin 1933 dans le camp de concentration d'Osthofen ; relâché, il fait profil bas, même s'il écoute clandestinement la radio de Londres,.
Il est arrêté en août 1944 lors de l'Aktion Gitter, la vague d'arrestations de syndicalistes et d'anciennes personnalités politiques à la suite du complot du 20 juillet 1944. Emprisonné d'abord à Darmstadt, il est transféré en février 1945 au camp de concentration de Mauthausen en Autriche. « Malade et complètement épuisé », il y meurt le mois suivant.